# 8.º Ejército (Alemania)
El 8.º Ejército (en alemán: 8. Armee Oberkommando) fue un ejército de campo alemán de la II Guerra Mundial. Existió durante dos veces durante la guerra, en la invasión de Polonia en 1939, y en el frente oriental a partir de 1943. 
El 8.º Ejército fue activado el 1 de agosto de 1939 con el General Johannes Blaskowitz al mando. En 1939 formaba parte del Grupo de Ejércitos Sur de Gerd von Rundstedt para la invasión de Polonia. Consistía de dos cuerpos, el X Armeekorps y el XIII Armeekorps, y era responsable de la parte septentrional del frente del Grupo de Ejércitos Sur. El ejército vio duros combates durante la batalla del Bzura. Tras la conclusión de la campaña polaca, fue reorganizado en el 2.º Ejército que tomó parte en la batalla de Francia en 1940. 
En 1943 fue recreado después de la batalla de Kursk a partir del Destacamento de Ejército Kempf. Después de fieras batallas defensivas a lo largo de 1943, 1944 y los primeros meses de 1945, finalmente se rindió en Austria en 1945. Luchó en Hungría, Rumania y Austria en 1944 y 1945.

## Comandantes
| N.º | Retrato | Comandante                                          | Desde                   | Hasta                  |
| --- | ------- | --------------------------------------------------- | ----------------------- | ---------------------- |
| 1   |         | Generaloberst Johannes Blaskowitz (1883-1948)       | 1 de agosto de 1939     | 20 de octubre de 1939  |
| 2   |         | General der Infanterie Otto Wöhler (1894-1987)      | 22 de agosto de 1943    | 7 de diciembre de 1944 |
| 3   |         | General der Gebirgstruppe Hans Kreysing (1890-1969) | 28 de diciembre de 1944 | 8 de mayo de 1945      |